# アヴァランシェ・ブレークダウン
アヴァランシェ・ブレークダウン（英: Avalanche breakdown）は、自由電子が電界で加速され衝突電離を引き起こす過程が、繰り返し発生することで、大電流が流れる現象である。絶縁体や半導体材料の両者で発生する。電子が雪崩（アヴァランシェ）のごとく増倍していく現象から名づけられたものである。

## 説明
アヴァランシェ・ブレークダウンの発生には、材質内の電界が自由電子を加速するに十分な強度がある必要がある。種となる電子が材質内の原子に衝突することで、衝突電離を引き起こし、その結果、他の複数の電子を自由電子として放出する過程が繰り返し発生し、急激に自由電子の数が増加する現象で、絶縁体や半導体の固体、液体、ガス内で発生する。この現象は、アヴァランシェ・ダイオードやアヴァランシェ・フォトダイオードや、アヴァランシェ・トランジスターや、放電管の様な特殊な用途の半導体デバイスで使用される。ダイオード、MOSFET、トランジスタの様な一般用途の半導体デバイスでは、動作電圧に上限があるため、アヴァランシェ・ブレークダウンが発生する電圧を印加した場合、それによる電流が急激に増大し、素子を破壊したり不安定動作を引き起こす。アヴァランシェ・ブレークダウンが固体絶縁材料の中で発生する場合、通常それは非可逆の破壊的な現象となる。アヴァランシェに良く似た現象が2つの電極間以外で発生する場合、それは、エレクトロン・アヴァランシェ（電子雪崩）と呼ばれる。ツェナー降伏とは類似する部分は存在するものの、2つの現象は異なるものである。

## アヴァランシェの過程
アヴァランシェ・ブレークダウンは強電界下での電流増倍のプロセスであり、電力送電システムの様に非常に高い電圧を使用する場合か、半導体内のように電圧は高くないが、非常に近い距離に印加される場合に発生する。アヴァランシェ・ブレークダウンが発生するために必要な電界の強度は材質により大きく異なっている。空気では一般に3MV/m、セラミックのような良質な絶縁体では、40MV/mが必要である。半導体デバイスでは、通常20 - 40MV/mの電界強度が必要であるが、この値は素子により異なってくる。
電界強度の条件が満たされると、アヴァランシェが発生するには自由電子が必要である。この自由電子は、どんな良質な絶縁体であっても非常に少ない数であるが存在しており、アヴァランシェは必ず発生する。アヴァランシェが発生する素子では、アヴァランシェ・ブレークダウンが発生するしきい値より低い電界強度に設定すると、電流は電子の生成に大きく依存する。例えばアヴァランシェ・フォトダイオードでは、光の入射がこれらの自由電子の生成に使用される。
アヴァランシェ・ブレークダウンが始まると、自由電子は電界で非常に高速まで加速される。これらの高速の電子は物質内を走りぬけ、原子にぶつかる。もし、電子の速度がアヴァランシェ・ブレークダウンを起こすには十分でない場合（すなわち、電界が十分な強度を持っていない場合）、電子は原子に吸収され、この過程は停止する。しかし、原子に衝突した際にスピードが十分に高い場合、衝突した電子は原子をイオン化し、原子から電子をたたき出し、自由電子を作り出す。これを、衝突電離という。元からの電子とたたき出された自由電子は電界で加速され、別の原子に衝突し、新たな自由電子を作り出す。この過程が繰り返され、大量の自由電子が材質内を指数関数的に増加しながら移動する。ここまでかかる時間は、ピコ秒のオーダーである。アヴァランシェの結果、非常に大電流が流れ、他の外部的な回路等により電流値は制限される。全ての電子がアノードに到達するとホールが同じように作られないとこの過程は停止する。
バイポーラ・ジャンクション・トランジスターでは、ベースの駆動の強さがアヴァランシェ電圧に重要な要素となる。もし、ベースに低インピーダンスが接続されている場合、電荷はベースから早い時間で取り除かれ、アヴァランシェの過程を抑制する。しかし、もし、ベースに電流源などの高インピーダンスが接続されている場合、増加したチャージはベースにとどまり、アヴァランシェが低電界でも発生する。

## 用途
もし、電流が外部で制限されていない場合、この過程は現象が発生し始めた場所で素子を破壊し、送電線の絶縁体の様に、激しく不可逆な絶縁体破壊を引き起こす。もし、アヴァランシェ電流が外部で制限されている場合、アヴァランシェブレークダウンはいくつかの用途に利用可能である。アヴァランシェ・トランジスターとアヴァランシェ・フォトダイオードでは、この効果は通常小さい電流を増加させ、素子の利得を上げるために使用される。アヴァランシェ・フォトダイオードでは百万倍を越える電流の利得が可能である。また、現象は非常に早く生じ、アヴァランシェ電圧や電荷が変化する（この過程が開始されるために必要な自由電子が与えられる）とアヴァランシェ電流も変化し、これはこれらの素子がマイクロ波周波数帯やパルス波回路において利用可能であることを示している。アヴァランシェ・ダイオードでは、この効果は電圧保護回路や電圧参照回路に使用され、明確に記述すると、アヴァランシェ・ブレークダウンとツェナー降伏は一緒にアヴァランシェダイオードで使用されている。これらの効果はアヴァランシェ電流を作り出す過程に影響している。